# Edeka
De Edeka-Gruppe (Officiële schrijfwijze: EDEKA) is sinds 2005 na de overname van de Duitse vestiging van de supermarktketen Spar het grootste netwerk van supermarkten in de Duitse Bondsrepubliek. Partner van de Edeka-Gruppe zijn coöperaties, die zich als zelfstandige handelaren aangesloten hebben. Regionale distributiecentra bevoorraden de zelfstandige winkeliers die zich bij EDEKA hebben aangesloten.

## Geschiedenis
De Edeka-Gruppe is in 1898 ontstaan als 21 inkoopverenigingen uit  Duitsland in Halleschen Torbezirk in Berlijn tot de oprichting van de „Einkaufsgenossenschaft der Kolonialwaren Händler im Halleschen Torbezirk zu Berlin“ – afgekort E. d. K. – besloten.
Dertien van dergelijke coöperaties verenigden zich op 21 oktober 1907 tot „Verband deutscher kaufmännischer Genossenschaften“ met aangesloten GmbH als centrale inkooporganisatie. In 1911 werd uit de afkorting E. d. K. de tot op heden gevoerde firma- en merknaam Edeka gevormd. EDEKA ontwikkelde in de loop van jaren eigen producten die aan de EDEKA-zegel te herkennen zijn. Hiertoe bouwde de onderneming eigen fabrieken, en via folders werden de leden van EDEKA geïnformeerd over het aanbod van artikelen en overige meldingen. In 1914 werd de Edeka-Bank opgericht. Van de in het verbond aangesloten coöperaties bereikten er 72 in dat jaar een omzet van 10 miljoen Mark.

## Grootte
Na de overname van de Duitse vestiging van de supermarktketen Spar en Netto Marken-Discount is Edeka begin 2006 de nummer 1 in de Duitse levensmiddelenhandel. Het marktaandeel van de groep groeide van 20 tot ongeveer 26%. Onder de merknaam EDEKA en Spar zijn ongeveer 6.000 handelaren actief die samen meer dan 7.000 winkels exploiteren. Met de filialen erbij geteld zijn er ongeveer 11.500 winkels die tot de Edeka-Gruppe behoren. In 2005 werd een concernomzet van € 38 miljard bereikt.

## Structuur van de onderneming
EDEKA ontstond uit regionale coöperaties. Destijds vormden 10 coöperaties met ongeveer 5000 leden het fundament van de huidige EDEKA-Gruppe. Deze coöperaties zijn eigenaar van de EDEKA Zentrale en voor 50% eigenaar van de 7 regionale vestigingen van EDEKA. De tweede partner van deze regionale vestigingen is de Edeka Zentrale AG & Co KG.

### Edeka Zentrale AG & Co KG
De centrale heeft als partner van de coöperatie bij de regionale vestigingen een groot gewicht in de EDEKA-Gruppe. Extra gesterkt wordt de rol van de centrale door de dochterbedrijven en deelnemingen. Dit zijn filiaalondernemingen van de groep (AVA AG, Netto Markendiscount, Netto Deutschland, Edeka Großverbraucher-Service, Einkaufszentralen (Edeka Frucht- und Blumenkontor), Productiebedrijven (Rheinberg Kellerei) en centrale dienstverleningsactiviteiten (Edeka Verlag, Edekabank AG, Edeka Versicherung).

### De regionale bedrijven
De 7 regionale bedrijven zijn de operatieve eenheden van de Edeka-Gruppe. In feite zijn dit groothandelbedrijven die leveren aan de zelfstandige handel- en filiaalbedrijven. De regionale bedrijven zijn eigendom van filiaaleigenaren en productiebedrijven.
Deze regionale vestigingen zijn:
- Edeka Nord in Neumünster is voor Sleeswijk-Holstein, Hamburg, Mecklenburg-Voor-Pommeren en het noorden van Nedersaksen en Brandenburg verantwoordelijk.
- Edeka Minden-Hannover met hoofdvestiging Minden is voor Nedersaksen, Saksen-Anhalt, Berlijn, Brandenburg, Bremen en het noordelijke deel van Noordrijn-Westfalen verantwoordelijk.
- Edeka Rhein-Ruhr gevestigd in Moers is voor het grootste deel van Noordrijn-Westfalen verantwoordelijk.
- Edeka Hessenring verzorgt Noord-Hessen en delen van Thüringen en Nedersaksen.
- Edeka Südwest in Offenburg bedient Baden-Württemberg, Rijnland-Palts, Saarland en Zuid-Hessen.
- Edeka Nordbayern-Sachsen-Thüringen in Rottendorf richt zich op Franken, Saksen en Thüringen.
- Edeka Südbayern in Gaimersheim is voor het zuidelijke deel van Beieren verantwoordelijk. Deze vestiging levert ook voor 70 % aan de Oostenrijkse EDEKA ADEG.

### Detailhandel

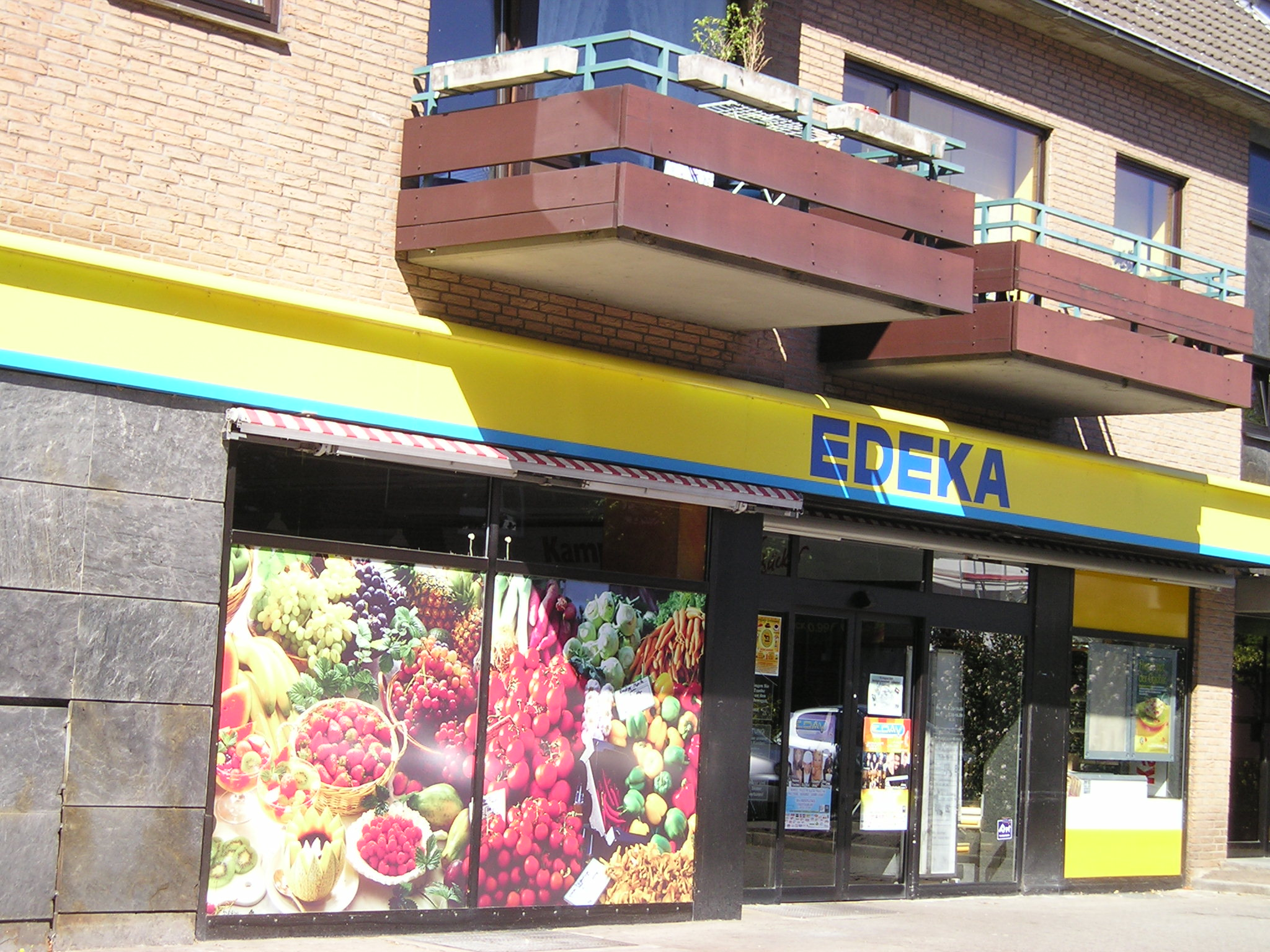
Edeka-Markt in Düsseldorf

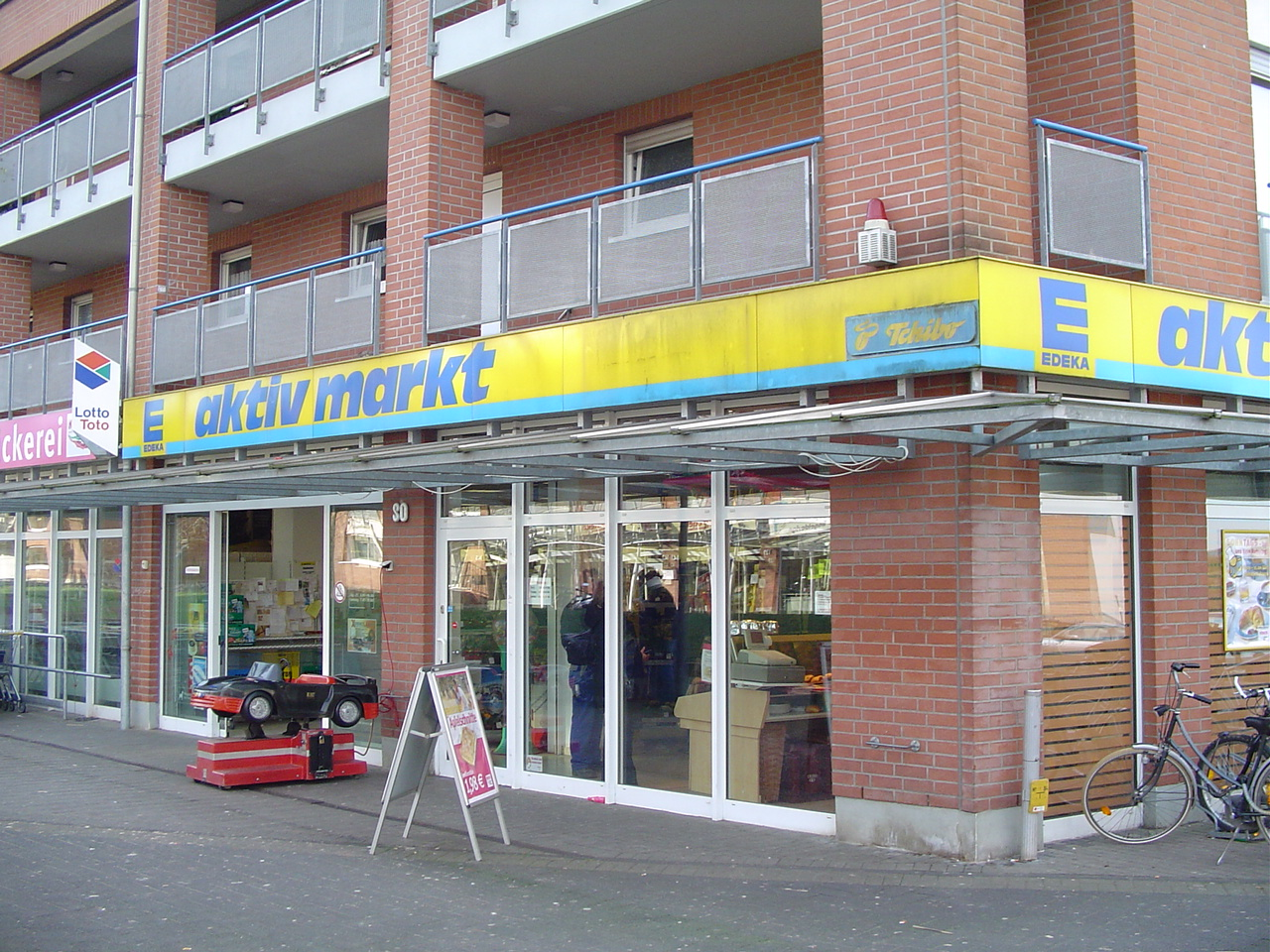
Edeka-AktivMarkt in Keulen

Het zwaartepunt van EDEKA is de levensmiddelenhandel in Duitsland. Was- en reinigingsmiddelen, huidverzorgingsproducten en cosmeticaproducten behoren bij alle vestigingen naast de eerder genoemde levensmiddelen tot het standaard assortiment.
In de detailhandel was Edeka tot 2004 met kleinere tot grotere supermarkten en discounters actief. De overname van AVA AG en coöperatie met Globus versterkte te positie van de supermarkten aanzienlijk.

#### Discountlijnen van Edeka
De grote discounters (Aldi en Lidl) maken van de traditionele Edeka supermarkten toenemend concurrenten. Tot 2005 was Edeka in het detailhandelssegment als discounter zwak vertegenwoordigd. Met de overname van Netto Marken Discount met meer dan 1.250 filialen en de coöperatie met Netto Deutschland is het gewicht van deze bedrijfsvorm duidelijk gestegen. In vergelijking tot de grootste winkelketens in deze branche staat EDEKA op de 3e plek op de Duitse discountmarkt.
| Naam                  | Omschrijving                                                                                   | Opmerking                                                                                               |
| --------------------- | ---------------------------------------------------------------------------------------------- | --- |
| Treff 3000            | Discounter van Edeka Nordbayern-Sachsen-Thüringen                                              | Deze vestigingen worden op termijn gesloten en worden aan Edeka dochter Netto Marken-Discount verkocht. |
| diska                 | Discounter van Edeka Nordbayern-Sachsen-Thüringen                                              | |
| Treff-Discount        | Discount supermarkt van Edeka Südwest                                                          | |
| Netto-Marken Discount | Sinds 2005 van Spar en ITM Enterprises S.A. overgegaan naar de Edeka-Gruppe met 1.111 winkels. | |
| Netto                 | sinds 2005 is de Edeka-Gruppe voor 25 % eigenaar. Spar was oorspronkelijk voor 50 % eigenaar.  | |
| NP Niedrig-Preis      | Discounter van Edeka Minden-Hannover                                                           | |
| Aktiv Discount        | Discounter van Edeka Minden-Hannover                                                           | |
| Plus                  | Voor 70 % eigenaar                                                                             | Geheel overgenomen en vanaf 2007 geïntegreerd in de formule Netto Markendiscount                        |

#### Supermarkten
EDEKA voert de volgende winkelformules:
| Naam                    | Omschrijving |
| ----------------------- | --- |
| ...nah & gut            | Zogenaamde buurtsupers met ca. 400 m² vloeroppervlakte. Meest gevestigd in kleine dorpen.                                                                                |
| Dein Laden / Markttreff | Onder deze naam werd de eerste supermarkt geopend in Erlangen-Eltersdorf met als doel de verzorging in kleine buurtschappen welke snel vergrijzen te garanderen.         |
| Edeka Aktiv Markt       | Voormalige privé beheerde supermarkten met een vloeroppervlakte van ca. 400 m² tot 1000m², meest gevestigd in stadsdelen of grotere dorpen. Deels onder regie van EDEKA. |
| Edeka Neukauf           | Zowel Privé als centraal gestuurde supermarkt met een vloeroppervlakte van 1000m² en 2500m²                                                                              |
| E center                | Supermarkten met een vloeroppervlakte van ca. 2.500m² en meer. |
| Spar                    | Ongeveer 2100 Spar winkels worden in de toekomst bevoorraad door EDEKA en deels omgebouwd tot EDEKA winkels.                                                             |
| Reichelt                | Het Berlijnse filiaal bedrijf behoort sinds 2002 tot Edeka Minden-Hannover                                                                                               |
| City-Supermarkt         | Filialen van Edeka Südwest |
| Ceka                    | Central-Kaufhaus |
| Comet Supermärkte       | Filialen van Edeka Nordbayern-Sachsen-Thüringen |
| Kupsch                  | Filialen van Edeka Nordbayern-Sachsen-Thüringen |
| V-Markt                 | Supermarkte van Edeka Minden-Hannover. Deze vestigingen zijn opgegaan in Neukauf of worden omgebouwd tot E.Center.                                                       |
| Simmel                  | Filialen in de regio Süd-West-Sachse, Ost-Thüringen en Beieren. |
| Super 2000              | Merknaam voor nieuwe supermarkten. |

#### ZB-Warenhuizen
| Naam                    | Omschrijving                                                                           |
| ----------------------- | -------------------------------------------------------------------------------------- |
| Edeka center (E-Center) | is een ZB-Warenhuis van 2500m² tot 5000m² vloeroppervlakte Hypermarkt                  |
| Herkules Center         | ZB-Warenhuizen van Rheika-Delta, een dochteronderneming van EDEKA Hessenring           |
| Marktkauf               | Door het opkopen van AVA AG in 2004 zijn 185 ZB-Warenhuizen en supermarkten toegevoegd |

### Vakhandel
Tot de Edeka-Gruppe behoren ook enkele vakhandelketens. De grootste zijn de Bakkerijen. Deze leveren enerzijds aan de diverse EDEKA winkels maar treden zelfstandig op. Ook behoren enkele eigen ketenfilialen, meestal shop-in-shop winkels tot de EDEKA-Gruppe.
| Naam                                   | Omschrijving |
| -------------------------------------- | --- |
| Neukauf Reisen                         | 21 Reisbureaus van Edeka Südwest |
| Edeka Städte- und Wellness-Reisen      | Dochter van Edeka Rhein-Ruhr |
| Profi-Getränke-Shop                    | Drankenhandel van Edeka Südwest |
| Marktkauf Baumarkt & Garten            | 133 van de 150 Marktkauf Bouwmarkten zijn sinds april 2007 aan de bouwmarktdochter van de Rewe Group (Toom Baumarkt) verkocht. De overige bouwmarkten worden gesloten. |
| Globus                                 | Sinds 2004 coöperatiepartner. Bezit 49 bouwmarkten en 9 alpha-tecc Elektrovakwinkels.                                                                                  |
| K & U                                  | Bakkerijfiliaal van Edeka Südwest |
| Schäfer's Brot u. Kuchen Spezialitäten | Bakkerijketen van Edeka Minden-Hannover, die ook onder de merknamen Thürmann, Hilbig, Nowack, Semmel Brösel optreedt.                                                  |
| Krane Optic                            | 90 Optiek filialen. Door het opkopen van AVA AG verworven. Alle filialen zijn in augustus 2006 verkocht aan Apollo-Optik.                                              |
| Sport Treff                            | 26 vestigingen, dochter van Edeka Hessenring en Marktkauf Holding. |
| Getränke Treff                         | |

### Groothandel
De 7 regionale centra zijn groothandel, meestal met meerdere logistieke centrales. Als zelfstandige vestigingen treden vooral de afhaalgroothandels (Cash + Carry-Markten) en grootverbruikersleveranciers op.
| Naam                          | Omschrijving                                                                                                 |
| ----------------------------- | --- |
| Edeka C+C Großmarkt           | 141 vestigingen                                                                                              |
| Edeka-Großverbraucher-Service | Richt zich op de bevoorrading van onder andere kantines, ziekenhuizen etc.                                   |
| Handelshof                    | C+C-Groothandel in het Rijnland, Coöperatie met Edeka sinds 2004                                             |
| MIOS C + C Vakgroothandel     | C+C-Groothandel van Edeka-Minden-Hannover                                                                    |
| Rullko                        | |
| Union ZB-Groothandel          | Dochteronderneming van Edeka Südwest - Exploiteert 20 C+C Groothandels in het gebied Baden-Württemberg.      |
| SB-Union Großhandel GmbH      | Onderneming van Edeka-Hessenring - Exploiteert 12 Groothandels in Nordhessen, Thüringen en Süd-Niedersachsen |
| L.Stroetmann                  | Grootverbruikersservice                                                                                      |

### Productiebedrijven en inkoopcentrale
De Edeka-Gruppe is met eigen productiebedrijven voor brood, banket en vleeswaren actief.
Een centrale inkoop voor groente, fruit, zuidvruchten en bloemen is het 'Fruchtkontor'.
| Naam                                  | Omschrijving |
| ------------------------------------- | --- |
| Rheinberg Kellerei                    | Wijnkelder in Bingen, Volledig dochter van de Edeka-Zentrale                                                                                     |
| Edeka Frucht- und Blumenkontor BV     | Gevestigd in Barendrecht is verantwoordelijk voor de inkoop van fruit en bloemen. Valt onder verantwoordelijkheid van de EDEKA Zentrale AG & Co, |
| OWK                                   | Ortenauer Weinkellerei van Edeka Südwest |
| Edeka Südwest Fleisch                 | Slagerij van Edeka Südwest |
| Bäckerbub                             | Bakkerijbedrijf van Edeka Südwest |
| Schwarzwaldbrot                       | Bakkerijbedrijf van Edeka Südwest |
| K & U                                 | Bakkerijbedrijf van Edeka Südwest |
| Schwarzwald Sprudel                   | Mineralbronnen van EDEKA Südwest |
| Schäfer's Brot u. Kuchenspezialitäten | Het bakkerijbedrijf van Edeka Minden-Hannover, na Kamps Duitslands grootste bakkerijbedrijf.                                                     |
| Thürmann                              | Bakkerij voor Reichelt. Dochter van Schäfer's Brot u. Kuchenspezialitäten                                                                        |
| Gutfleisch                            | Slagerij van Edeka Nord |
| Bauerngut                             | Slagerij van Edeka Minden-Hannover |
| Reichelt-Fleischwerk                  | Slagerij in Berlijn |
| Rasting                               | Slagerij van Edeka Rhein-Ruhr |
| Büsch                                 | Bakkerij van Edeka Rhein-Ruhr |
| Franken-Gut                           | 3 Slagerijen van Edeka Nordbayern-Sachsen-Thüringen                                                                                              |
| Südbayerische Fleischwaren GmbH       | Donauland Fleischwerk Ingolstadt, Donlauland Fleischwerk Obertraubling,Chiemgauer Fleisch- und Wurstwaren                                        |
| Backstube Wünsche GmbH                | Bakkerij van Edeka Südbayern |

### Centrale dienstverlening
Deze dochterondernemingen zijn in eerste lijn voor de Edeka-Gruppe en de coöperaties als dienstverlener actief.
| Naam                              | Omschrijving                                 |
| --------------------------------- | -------------------------------------------- |
| Edeka Verlag                      | Uitgever van tijdschriften voor EDEKA-leden. |
| Edekabank AG                      | Bankonderneming voor EDEKA-leden.            |
| Edeka Versicherungsdienst         | Verzekeringen.                               |
| Edeka Versorgungsgesellschaft mbH | Engergieleverancier voor EDEKA vestigingen.  |
| Edeka Verband                     |                                              |

### Buitenlandse deelnemingen
De Oostenrijkse dochterfirma's zijn: ADEG Österreich, Magnet, AGM (Adeg Großmarkt), AGM-Gastro en Contra.
Vertegenwoordigd in het buitenland is EDEKA eveneens in Denemarken met Edeka Danmark en CS Edeka in Tsjechië.